# Cory Sene
Cheikh Cory Sene (* 20. dubna 2001) je senegalský profesionální fotbalista, který hraje na pozici středního obránce za český klub FC Viktoria Plzeň.

## Klubová kariéra
Sene si odbyl svůj profesionální debut v Ligue 2 při výhře 2:1 nad Le Mans dne 27. července 2019.
Dne 12. ledna 2021 byl Sene zapůjčen francouzského klubu Annecy do konce sezóny.
Dne 14. července 2023 podepsal Sene trvalou smlouvu s rakouským klubem SV Lafnitz.
Dne 20. června 2024 podepsal Sene tříletou smlouvu s Viktorií Plzeň.